# Anyone Can Play Radiohead
Anyone Can Play Radiohead is een tributealbum uit 2001 waarop nummers van de Britse band Radiohead worden gecoverd door verschillende artiesten. De titel van het album verwijst naar een nummer van Radiohead van het album Pablo Honey, Anyone Can Play Guitar.

## Tracklist
Deze nummers verschenen op dit album. Achter de titel staat de uitvoerende artiest tussen haakjes.
1. Fitter Happier (Silent Gray)
2. No Surprises (Paige)
3. Creep (Aleister Einstein)
4. Fake Plastic Trees (October Hill)
5. Stop Whispering (Dot Fash)
6. Exit Music (For a Film) (Miranda Sex Garden)
7. Planet Telex (Secret Society)
8. Karma Police (Dragon Style)
9. Climbing Up The Walls (Diva Destruction)
10. Everything In Its Right Place (Meegs Rascon & Paul Rivera)
11. Subterranean Homesick Alien (The Illuminati)
12. Bulletproof... I Wish I Was (P.M. Project)
13. How To Disappear Completely (And Not To Be Found) (Lunasect)